# زياد علي صغير شامي
زياد علي صغير شامي برلماني يمني، عضو في مجلس النواب، عن الدورة البرلمانية 2003-2009 والدائرة الانتخابية رقم (185) بمحافظة الحديدة م الزهرة.

## فترة المجلس
باتفاق عرف باسم «إتفاق فبراير» تمددت فترة المجلس لمدة عامين، وبقيام ثورة الشباب اليمنية لم تُجرَ الانتخابات، وبحسب إتفاق المبادرة الخليجية تمددت لمدة عامين آخرين حتى 2013 .